# Священник для преступников
«Священник для преступников» — американский фильм 1961 года режиссёра Ирвина Кершнера. Был представлен на Каннском кинофестивале 1961 года. Исполнитель главной роли актёр Дон Мюррей является сопродюсером и соавтором сценария под псевдонимом Дон Дир.

## Сюжет
Сюжет основан на жизни отца Чарльза «Дисмаса» Кларка — иезуитского священника из Сент-Луиса, посвятившего свою жизнь реабилитации преступников и бывших заключённых, и за свою деятельность получившего прозвище «священник преступников».
Священник отец Кларк регулярно посещает тюрьму, где общается с заключёнными. С помощью Луиса Розена, преуспевающего адвоката по уголовным делам, он собирает средства, чтобы открыть «Дом на полпути» — приют для бывших заключенных, адаптирующихся к жизни на свободе. Как-то он знакомится с молодым вором Билли Ли Джексоном, недавно освободившимся из тюрьмы, помогает ему, устраивает его на честную работу на продуктовом рынке. Реабилитация Билли ещё больше поощряется Эллен Хенли, молодой светской львицей, в которую он влюбляется. Всё идет хорошо, пока работодатель Билли не увольняет его за кражу, которой тот не совершал. Обиженный, подначиваемый его другом из прошлого Пио, Билли идёт «на дело» — они решают ограбить продуктовый рынок, но хозяин оказывает сопротивление, идя на Билли с ломом, и охваченный паникой юнец достаёт пистолет и убивает его. Пио удаётся скрыться, а Билли полиция блокирует в заброшенном доме, и отец Кларк уговаривает его сдаться. Билли приговаривают к смертной казни. Отец Кларк успокаивает его, рассказывая ему о Дисмасе, воре, который умер на кресте, и о том, как Христос обещал ему вечную жизнь. После казни Билли отец Кларк идёт в только что открывшийся «Дом на полпути», где видит его первого посетителя — пьяного и раскаивающегося Пио.

## В ролях
- Дон Мюррей — отец Чарльз Дисмас Кларк
- Кир Дулли — Билли Ли Джексон, молодой вор
- Синди Вуд — Эдден Хэнли
- Ларри Гейтс — Лкиз Розен, адвокат
- Логан Рэмси — Джорж Хэл
- Дон Джослин — Пио Джентили
- Сэм Капуана — Марио Мазотти

## Критика
Фильм номинировался на гран-при Каннского кинофестиваля 1961 года, Национальный совет кинокритиков США включил фильм в «Топ-10 фильмов 1961 года».
Но критики, отметив кинематографические качества фильма, оценили его сюжет как слабый. Хотя, как писал Лесли Халливел, фильм был «достаточно хорошо сделан, очень угнетающе», в то же время британский критик Дерек Винтер отнёс фильм к жанру мелодрамы, в которой «удары плетью сентиментальности заставляют фильм казаться чистой фантазией». Газетой «Нью-Йорк Таймс» отмечалась наигранность сюжета: неясна мотивация преуспевающего адвоката взяться за дело, романтизирован преступник, искажённо представлен журналист, малоправдоподобна любовь светской львицы к оборванцу, и вызывает вопрос — вправе ли священник, зная о готовящемся преступлении, позволить себе не предотвратить его:

Безнадёжно мрачный, серьёзный и наполненный действием фильм против бескомпромиссного отношения к бывшим осужденным и высшей мере наказания, развивается через простую, документальную обработку, как жёсткая и убедительная, хотя и тревожащая драма. Но это драма, в которой некоторые мотивы нечётки, в которой фон иногда отрывочен и в которой правда, возможно, была искажена ради драмы. … Однако, нет никаких сомнений в том, что фильм имеет подлинный живописный вид, поскольку он был снят в основном в Сент-Луисе, изнанка которого поразительно встаёт перед зрителями: его дешёвые салуны, переулки и трущобы, снятые в деталях кинохроники, придают блеск и поддерживают быстрый темп…